# Mono (tỉnh)

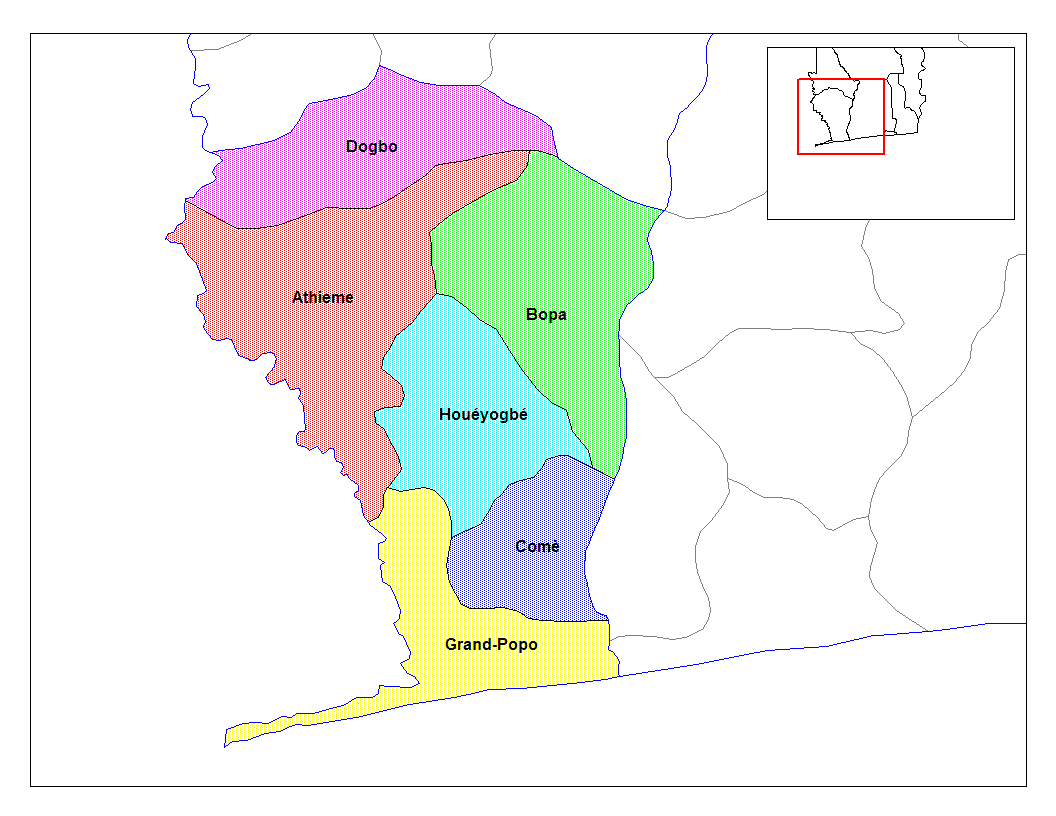
Các đô thị của Mono

Mono là một trong 12 tỉnh của Bénin, giáp biên giới với vùng Maritime của Togo. Tỉnh lỵ là Lokossa. Dân số tỉnh này khoảng 370.000 người. Tỉnh Kouffo đã là một phần của Mono cho đến năm 1999 khi chính phủ Benin tách các tỉnh để lập tỉnh mới. Tiếng Gen là ngôn ngữ của dân ở tỉnh này, ngoài ra còn có các ngôn ngữ khác như Ewe và các ngôn ngữ Phla-Pherá
Mono được chia thành các đô thị (xã) Bopa, Comé, Grand-Popo, và Houéyogbé.